# Resolução 384 do Conselho de Segurança das Nações Unidas

Mapa de Timor Leste com as nações próximas indicadas

O Conselho de Segurança das Nações Unidas adoptou em 22 de Dezembro de 1975 a Resolução 384, ouvidos os representantes de Portugal, Indonésia e Timor-Leste, onde se reconhece o direito do povo de Timor-Leste à autodeterminação e à independência de acordo com a Carta das Nações Unidas. O Conselho expressa a sua profunda preocupação com a deterioração da situação em Timor Leste, deplorando a invasão indonésia de Timor-Leste e expressando pesar por Portugal não ter abdicado integralmente das suas responsabilidades enquanto potência administrante.
A Resolução apela a todos os Estados para que respeitem a integridade territorial de Timor-Leste, bem como o direito inalienável do seu povo à autodeterminação e exige ao governo indonésio a retirada imediata de todas as suas forças. O Conselho lança o repto ao Governo de Portugal para, enquanto potência administrante, cooperar totalmente com as Nações Unidas, e chama a atenção para a urgência de todos os Estados e outras Partes envolvidas cooperarem totalmente com as Nações Unidas nos seus esforços para alcançar uma solução pacífica para a situação e facilitar a descolonização do território.
A Resolução continua solicitando ao Secretário-geral das Nações Unidas o envio urgente de um representante especial para Timor-Leste com o objectivo de proceder a uma avaliação in loco da situação existente, de estabelecer contacto entre todas as Partes no território e de submeter uma recomendação à apreciação do Conselho no mínimo espaço de tempo. O Conselho decidiu permanecer vigilante da situação.
Timor-Leste viria a tornar-se o primeiro novo Estado do século XXI ao aceder à sua independência em 20 de Maio de 2002.